# Skaphe

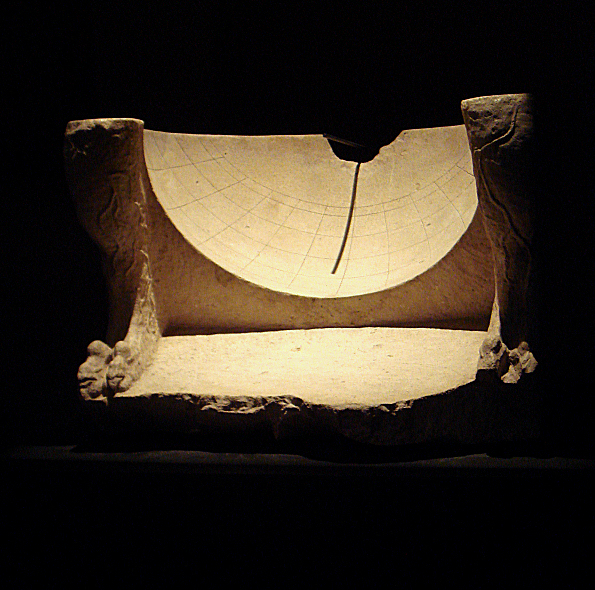
Un scaphe grec muntat amb el seu gnòmon

Un skaphe (anomenat també hemispherium) és un instrument grec que permet saber l'hora solar (rellotge solar) i algunes coses més, per exemple, quan és el solstici d'estiu o el d'hivern. Empraven un sistema d'hores temporàries indicades en una superfície esfèrica excavada generalment en pedra. Va ser emprat pel filòsof Eratòstenes per a mesurar el perímetre i el radi de la Terra.